# Sclerotinia longisclerotialis
Sclerotinia longisclerotialis är en svampart som beskrevs av Whetzel 1929. Sclerotinia longisclerotialis ingår i släktet Sclerotinia och familjen Sclerotiniaceae.   Inga underarter finns listade i Catalogue of Life.